# 相沢まみ
相沢 まみ（あいざわ まみ、1978年10月4日 - ）は、日本の元AV女優。
出身：東京都。血液型：A型、身長：162cm、スリーサイズ：B:86cm (C-70) W:60cm H:88cm。  
趣味：フラワーアレンジメント・オペラ鑑賞・水泳、特技：馬術・水泳・茶道。靴のサイズ：24.5cm    

## 略歴
- 1999年 - 『ウブな女のちんちん研究』でAVデビュー。
- 現在は引退している。

## 出演作品
- ウブな女のちんちん研究（1999年6月、SODクリエイト）
- スーパー帰国子女でございます（1999年9月27日、KUKI）
- 女子校生監禁凌辱 鬼畜輪姦26 相沢まみ（1999年11月10日、アタッカーズ）[2]
- みるきぃHiスクール31（1999年11月、みるきぃぷりん♪）
- はだけさせて5（1999年11月、桃太郎映像出版）
- ブラックシャワー 5（1999年11月、ワープエンタテインメント）
- 中央公園前で見っけためちゃイケ娘!（1999年、みるきぃぷりん♪）…共演:白崎るみ
- スーパー女子校生○変悪戯ドリーム（1999年12月11日、アテナ映像）オムニバス作品
- 淫行女学園 進路指導スペシャル 進学か就職か、しゃぶるか入れるか!?（1999年12月31日、アテナ映像）他出演:原田ちひろ、原島優花、高瀬陽子、吉井奈央、三枝涼子
- 女子高生淫靡白書11（2000年1月26日、アイデアポケット）[1]
- LOVEザーメン1（2000年3月5日、ディープス）
- ダブルヒール 9 （2000年3月10日、GIGA）…共演:原ひかる
- ミスキャンパス 国立大学2年生（2000年5月5日、フリービジョン）…共演:Yukino
- BEEEEE Wonderful AM.PM.（2000年5月25日、アトラス21）
- 聖戦美少女アルテミスZ ACT.03（2000年5月26日、GIGA）

総集編など
- ラブザーメン作品集（2001年10月6日、ディープス）他出演:蒲川リサ、柏木留華、天野理穂
- みるきぃぷりん こんぷりーと!総集編（2001年12月4日、みるきぃぷりん♪）他多数出演
- 女優61人!連続発射図鑑 計100発!（2002年2月20日、ディープス）他多数出演
- LOVE TIME（2002年4月26日、デジタルドリーム）
- 大谷ザーメンスペシャル（2002年6月7日、ディープス）他出演:蒲川リサ、天野理穂、柏木留華
- 女子校生 淫靡白書 総集編2（2002年6月8日、アイデアポケット）千夏ゆい、矢口凛香[1]
- 女優61人!連続発射図鑑 計100発!（2002年7月19日、ディープス）他多数出演
- みるきぃぷりん ぜんぶ。 DVDありったけ107タイトル全部入り!!（2002年12月28日、みるきぃぷりん♪）他多数出演
- 死夜悪THE BEST 28 ～鬼畜輪姦セレクト9～（2003年6月8日、アタッカーズ）他出演:吉田あゆみ、椎名エリ[2]
- あなたが選んだみるきぃHiスクール!Best10作品を1本にまとめたオイシイ2時間SP #3（2003年9月1日、みるきぃぷりん♪）他多数出演
- めちゃイケ娘 復刻 白崎るみ×相沢まみ（2003年12月1日、みるきぃぷりん♪）
- 手コキ番付ベスト20（2003年12月18日、ディープス）他19名出演
- 美少女制服図鑑 5組 みるきぃHiスクール（2004年1月8日、みるきぃぷりん♪）他多数出演
- みるきぃぷりん ぜんぶ。3 美少女130タイトル全部入り（2005年8月19日、みるきぃぷりん♪）他多数出演
- 鬼畜輪姦COMPLET BOX 4（2007年4月7日、アタッカーズ）他7名出演
- ザ・ベスト 女優の数だけ楽しもう。 ブラックシャワースペシャル DSD2（2009年5月14日、ワープエンタテインメント）